# Boston Society of Film Critics Awards 2024
La 45ª edizione dei Boston Society of Film Critics Awards si è svolta l'8 dicembre 2024.

## Premi

### Miglior film
- Anora, regia di Sean Baker

### Miglior regista
- Sean Baker – Anora

### Miglior attore
- Timothée Chalamet – A Complete Unknown

### Migliore attrice
- Mikey Madison – Anora

### Miglior attore non protagonista
- Edward Norton – A Complete Unknown

### Migliore attrice non protagonista
- Danielle Deadwyler – The Piano Lesson

### Migliore sceneggiatura originale
- Sean Baker – Anora

### Migliore sceneggiatura non originale
- RaMell Ross e Joslyn Barnes – Nickel Boys

### Miglior fotografia
- Lol Crawley – The Brutalist

### Miglior montaggio
- Marco Costa – Challengers

### Miglior colonna sonora
- Daniel Blumberg – The Brutalist

### Miglior documentario
- No Other Land, regia di Basel Adra, Hamdan Ballal, Yuval Abraham e Rachel Szor

### Miglior film in lingua straniera
- Do Not Expect Too Much from the End of the World (Nu aștepta prea mult de la sfîrșitul lumii), regia di Radu Jude ·  Romania  Croazia  Francia  Lussemburgo

### Miglior film d'animazione
- Flow - Un mondo da salvare (Straume), regia di Gints Zilbalodis

### Miglior regista esordiente
- Annie Baker – Janet Planet

### Miglior cast
- Sing Sing